# Fuerte de San Sebastián (Castromarín)
El Fuerte de San Sebastián de Castromarín (en portugués, Forte de São Sebastão de Castro Marim) está situado en el pueblo, parroquia y municipio de Castromarín, en el Distrito de Faro, en Portugal.
El fuerte está situado al sur del Monte do Castelo, en la Serra do Cabeço, donde originalmente había una ermita dedicada a San Sebastián, derribada durante las obras de fortificación. Su importancia radica en que es el ejemplo mejor conservado del amplio proceso de renovación del sistema defensivo de la villa que tuvo lugar a mediados del siglo XVII.
El fuerte está clasificado como Monumento Nacional desde 2012. 

## Historia
Las obras del fuerte se iniciaron en abril de 1641 bajo el reinado de Juan IV (1640-1656), a partir de 1641, durante la Guerra de Restauración de la Independencia portuguesa, con el objetivo de reforzar la defensa de este tramo estratégico de la frontera. Se completó en 1658.  Su diseño pretendía modernizar la protección que ofrecía el antiguo castillo medieval, transformando el pueblo en la principal plaza fuerte del Algarve de la época. Posteriormente, durante el siglo XVII, se construyó un nuevo conjunto de murallas que conectan el fuerte con la ciudad y el castillo medieval.
El conjunto defensivo se complementaba con el revellín de San Antonio, al este del pueblo.
Los polvorines subterráneos y las casamatas fueron construidos entre 1819 y 1829 y albergaron el Cuarto Batallón de Cazadores. Las puertas de San Sebastián y San Antonio y los muros en los que estaban construidas fueron demolidos en 1877.

## Características
El fuerte tiene una planta poligonal orgánica (adaptada al terreno), con cinco baluartes, denominados en portugués S. Sebastião, Baluarte Cheio, Baluarte das Lezírias, Baluarte da Bandeira.
La puerta principal está orientada al norte, hacia el pueblo, comunicando con el antiguo castillo a través de un muro y una entrada cubierta. De esta forma, se observa la integración del sistema abaluartado del siglo siglo XVIII en el antiguo recinto amurallado del pueblo.

## Galería

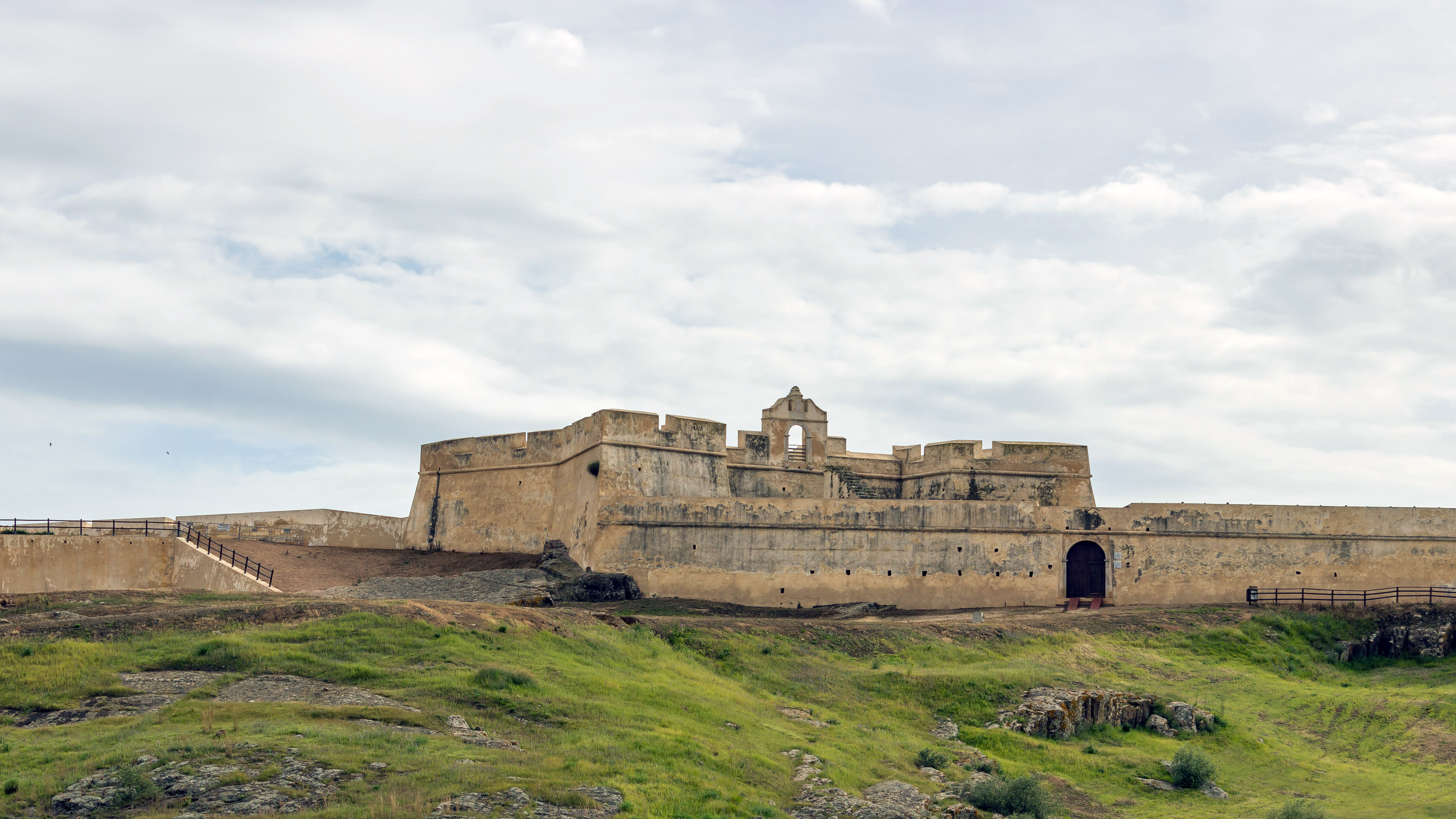
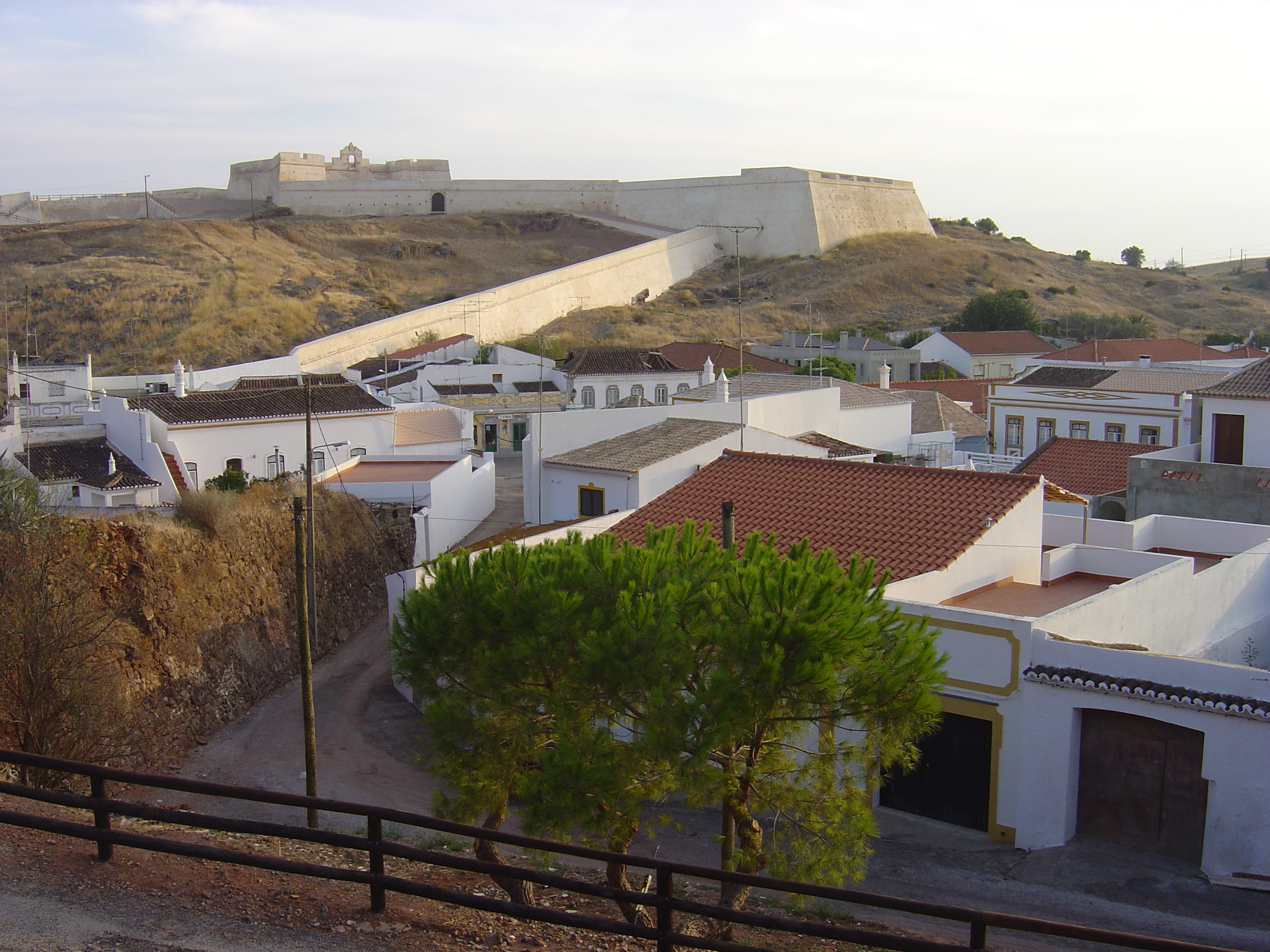
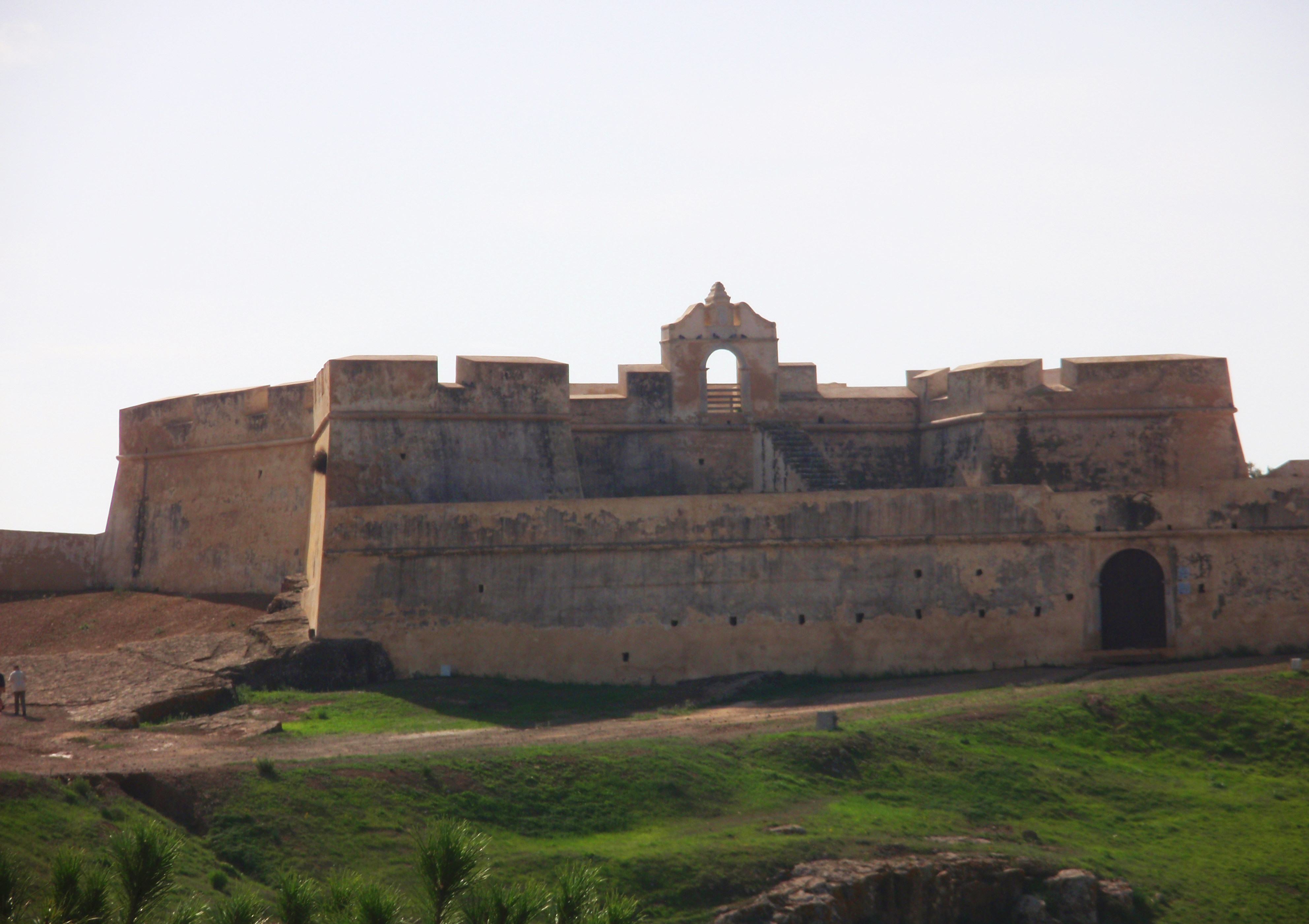
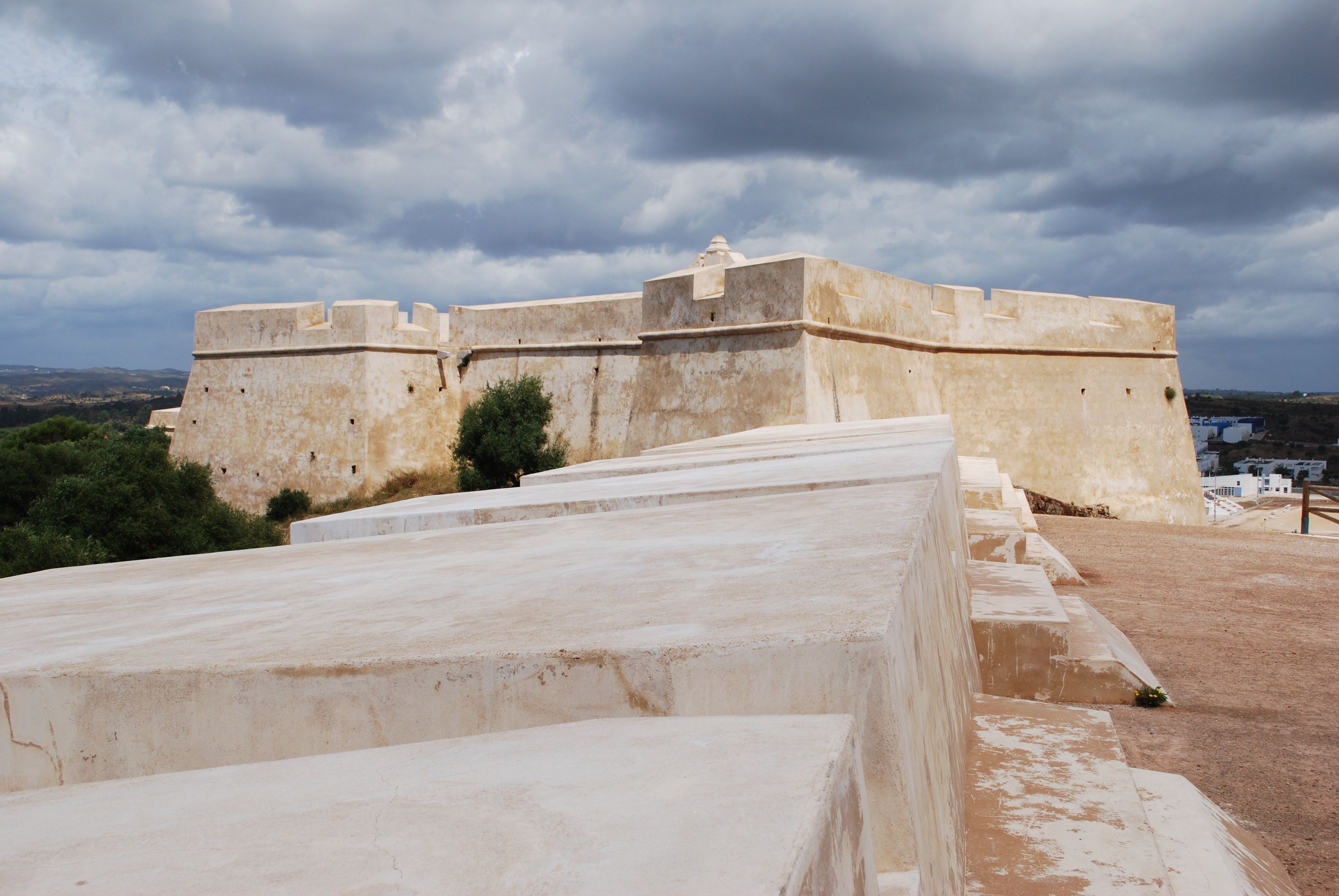
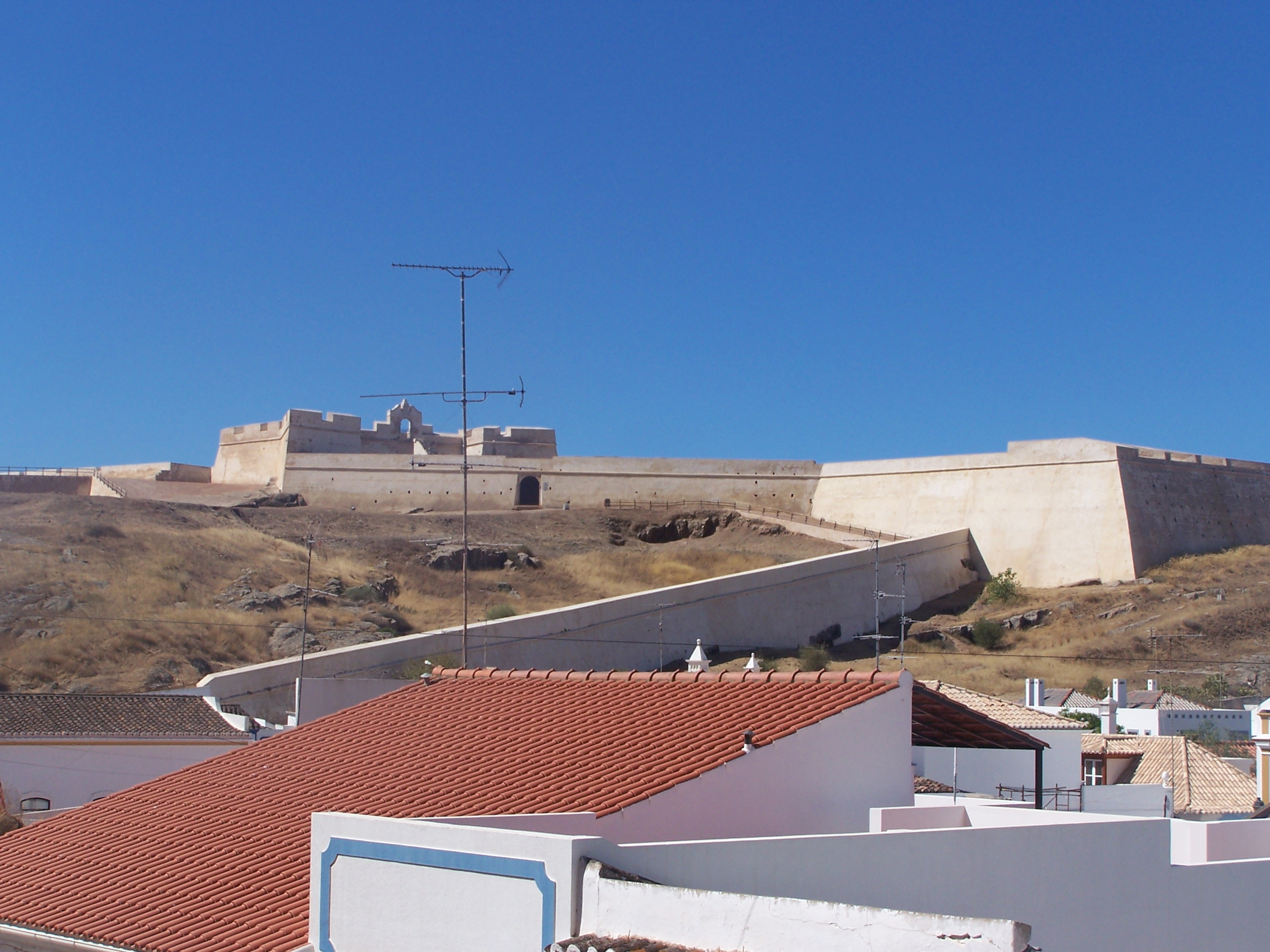
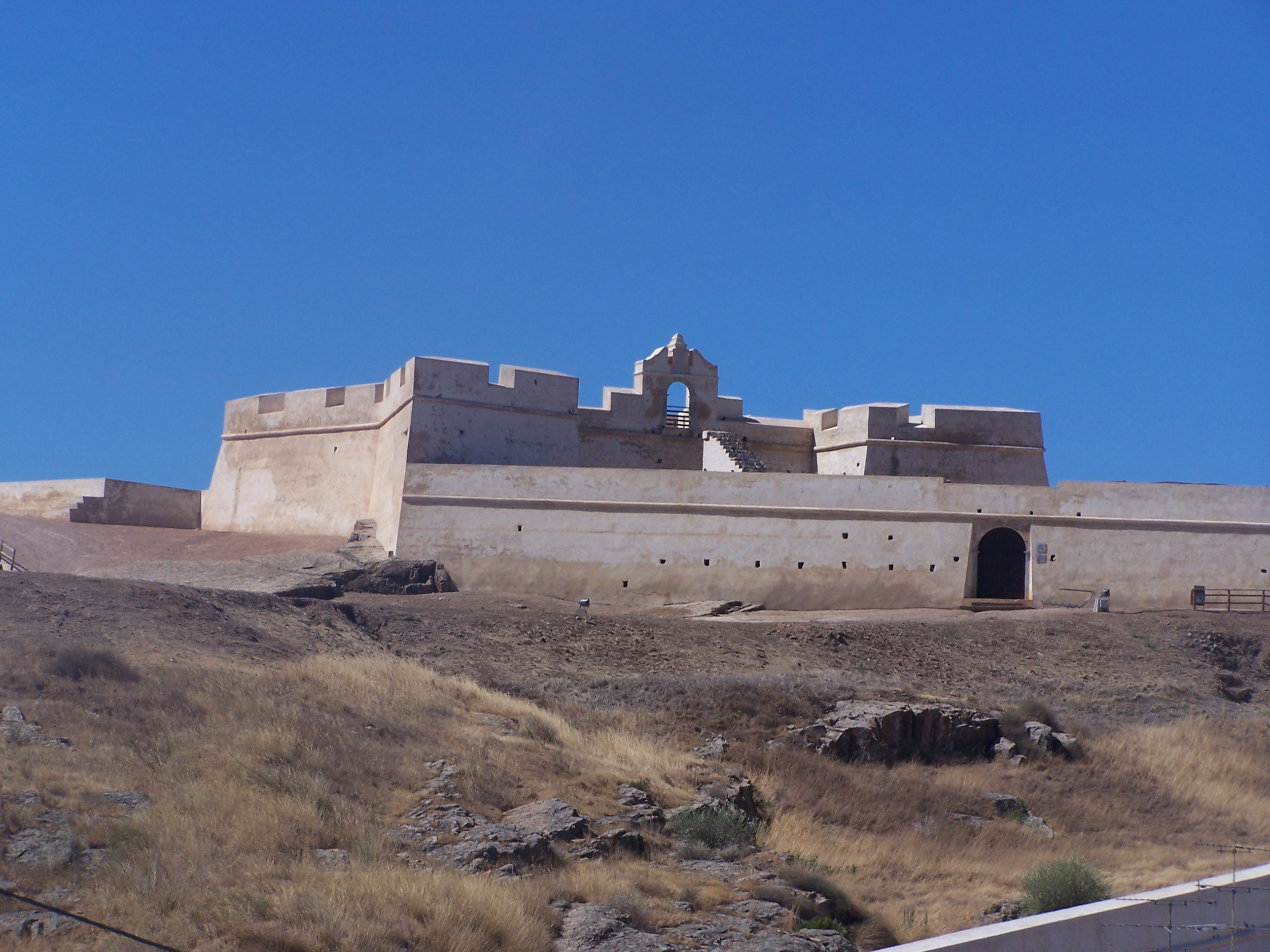
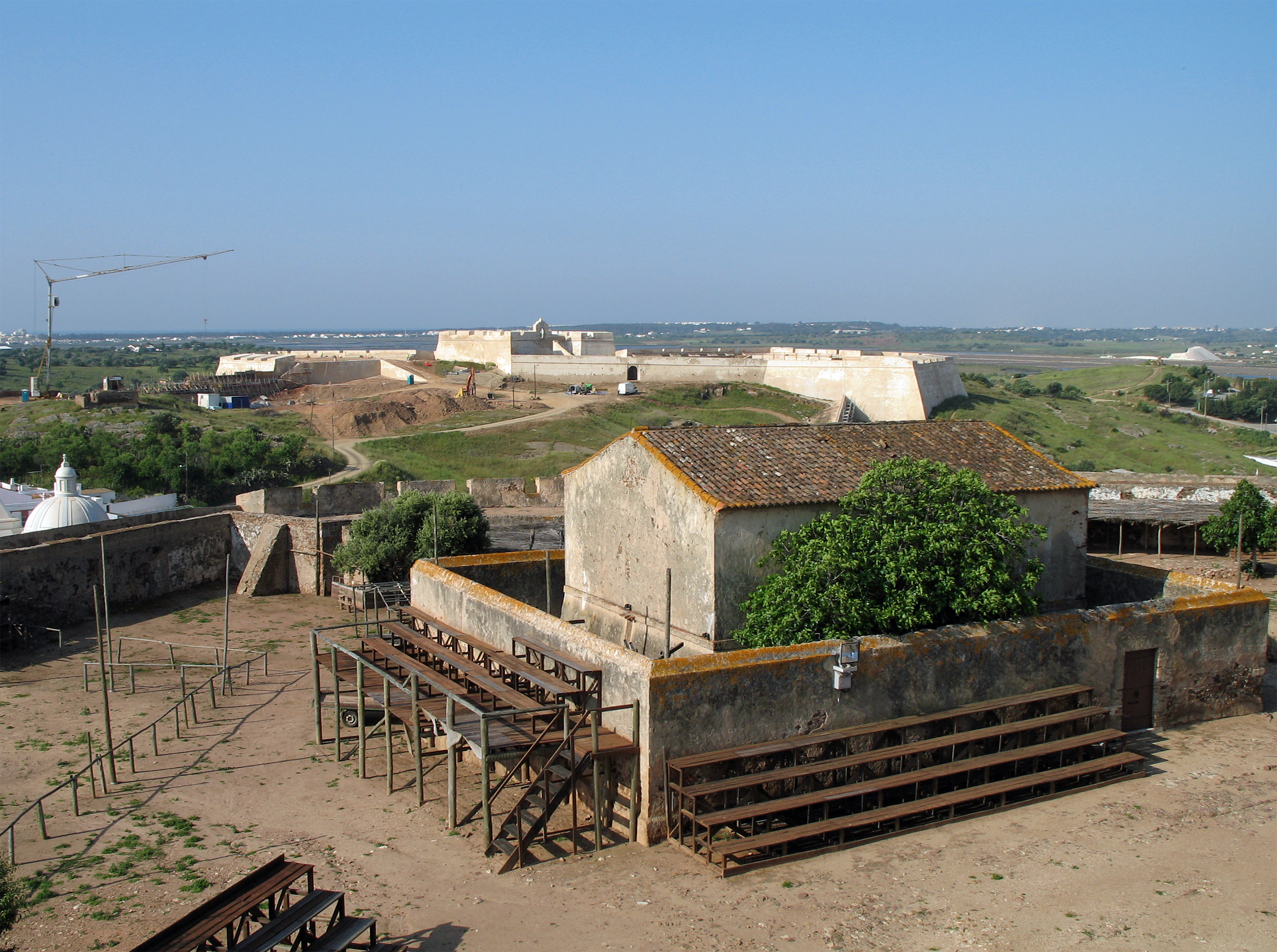
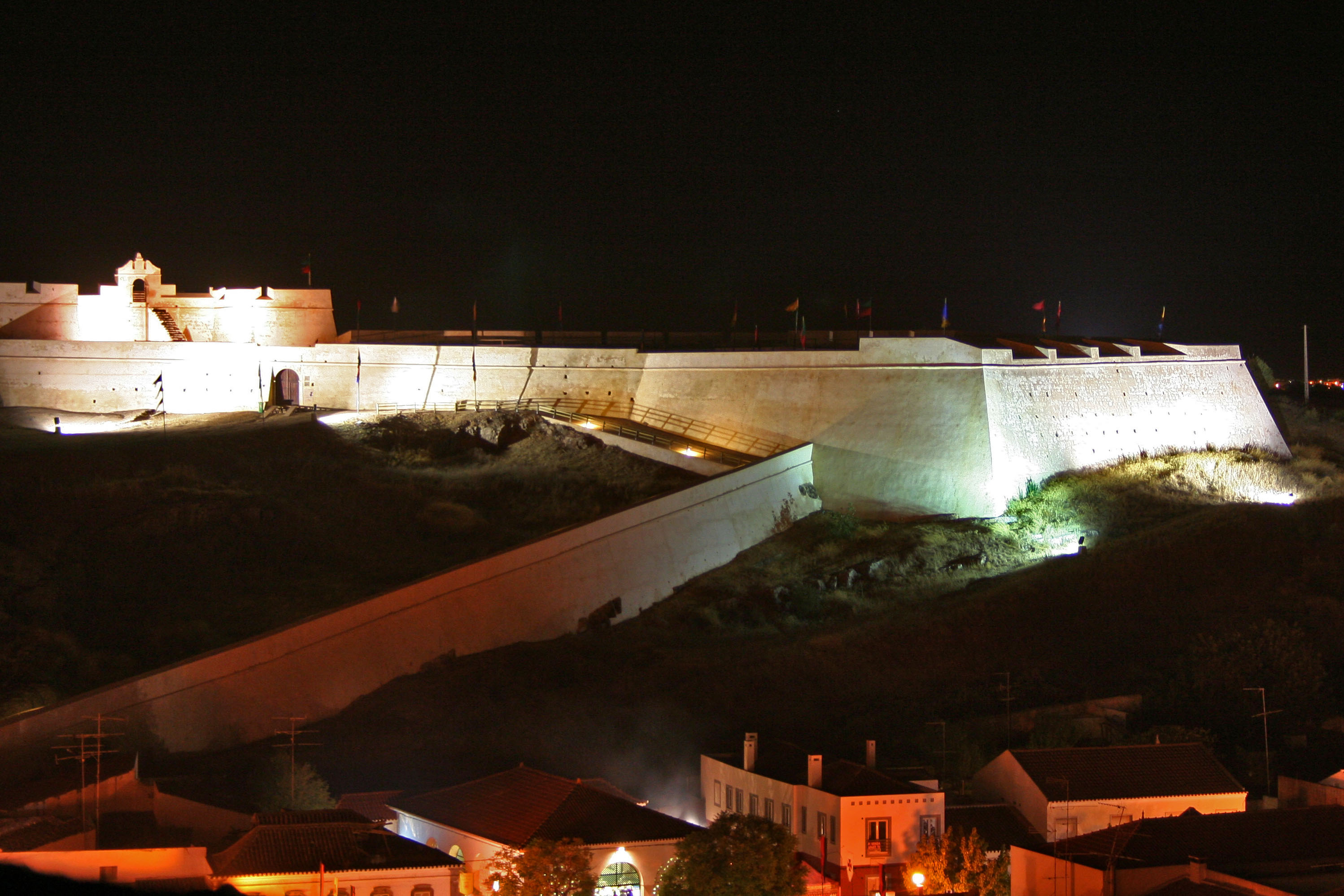